# Vlakwater (Venray)
Het Vlakwater is een natuurgebied direct ten westen van de kom van Venray.
Dit gebied, ongeveer 50 ha groot, is eigendom van de gemeente Venray.
Het is een voormalig stuifzandgebied dat eind 18e eeuw met naaldhout werd beplant teneinde Venray te behoeden voor onderstuiving. Het gebied wordt beheerd als stadsbos.
Vroeger was er ook een camping, een zwembad, vakantiehuisjes en dergelijke. Een deel daarvan is gesloopt.
Het gebied, dat aansluit aan het Odapark, is vrij toegankelijk.